# At-kor-kamuy

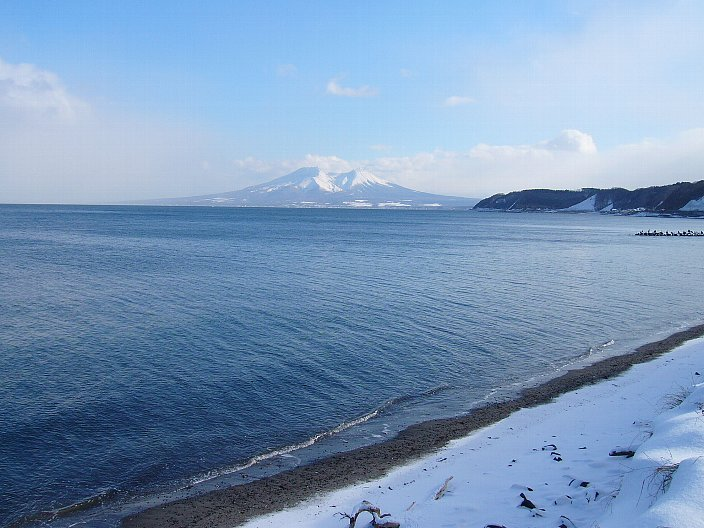
Uchiura-Bucht in der das Ungeheuer At-kor-kamuy auftauchen soll

At-kor-kamuy (Ainu アッコㇽカムイ, „Tau[= Tentakel]besitzende Gottheit“ (kamuy); japanisch アッコロカムイ, Akkorokamui) ist ein mythisches Kraken-Ungeheuer aus der Folklore der Ainu, der Ureinwohner Nordjapans, das in der Uchiura-Bucht östlich der Oshima-Halbinsel von Hokkaidō auftauchen soll. Die Verehrung dieses Ungeheuers hat sich auch auf den Shintoismus übertragen. Dort wird es unter dem Namen „Akkorokamui“ als Dämon (Yōkai) verehrt.